# PVRIS
PVRIS (ejtsd: Paris) egy amerikai rock együttes Lowell, Massachusetts-ből, melyet Lyndsey Gunnulfsen, Alex Babinski és Brian MacDonald alapított. Az együttes eredetileg a Paris nevet viselte, de később, 2013 nyarán PVRIS-ra változtatták, jogi okokból. Egy EP-t, és egy akusztikus EP-t adtak ki, mielőtt a Rise és a Velocity Records-hoz szerződtek volna, és kiadták "St. Patrick" című dalukat 2014. június 24-én, és a hozzátartozó videóklipet. 2014 Novemberében adták ki debütáló albumukat White Noise néven. 

## Történet

### Megalakulás és első anyagok (2012–14)
PVRIS 2012-ben alakult Operation Guillotine néven Lowell, Massachusettsben. Eredetileg egy metalcore együttes voltak, öt taggal, melyek közül egy screamer is helyet kapott. A felállásuk hamarosan megváltozott az énekes/gitáros Lyndsey Gunnulfsen, gitáros Alex Babinski, basszusgitáros Brian Macdonald és dobos Brad Griffin személyében. Babinski korábban az I Am the Fallen zenekarban játszott. Mikor az együttes stúdióba vonult a hangzásuk drasztikusan megváltozott, elektronikus és pop elemeket felhasználva zenéjükhöz. Gunnulfsen szerint ez a fajta változtatás ösztönös volt. 2013. március 26-án, kiadták a PVRIS című EP-jüket. A hangzást post-hardcore-nak vallották. Szórványosan adtak koncerteket tavasszal, beleértve a Love, Robot-tal sikeres miniturnét is.
2013 nyarán az együttes egy hetet játszott a Warped Tour Ernie Ball's Battle of the Bands színpadán, miután megnyertek egy versenyt. Július 17-én az együttes leszerződött a Tragic Hero-hoz. Ugyanebben az időben változtatták nevüket 'Paris'-ről 'PVRIS'-re, jogi okokból kifolyólag, melyre július 26-án került sor. Az együttes elkísérte az A Skylit Drive formációt a The Rise Up Tour keretein belül szeptemberben és októberben. Röviddel a turné vége után, elváltak útjaik dobosuk, Brad Griffinnel és trióként folytatták pályafutásukat. PVRIS ebben az időben kezdte értesíteni rajongóikat, hogy hamarosan stúdióba vonulnak, hogy megírják és rögzítsék új anyagukat. A felvételek decemberben kezdődtek, mikor a formáció stúdióba vonult Blake Harnage (Versa) társaságában. 2014. február 7-én hivatalosan is bejelentették, hogy az Acoustic 4 Way Split egyik tagjai az A Loss For Words, Wind In Sails és After Tonight mellett, mely április 1-jén került kiadásra.Egyetemben az akusztikus kislemezük kiadásával, a PVRIS csatlakozott az A Loss For Words, Veara, City Lights, Moms formációkhoz a The Kids Can't Lose turné 5. évfordulóján 2014. március 29. és április 13-a között.

### Szerződés a Rise/Velocity-hez ésWhite Noise(2014–napjainkig)
2014 júniusában jelentették be, hogy a zenekar leszerződött a Rise/Velocity kiadóhoz. Június 24-én jelent meg videóklip a "St. Patrick"-hoz, és a dal ugyan ezen a napon jelent meg single-ként. Egy The Huffington Post-nak adott interjúban Lyndsey elárulta mennyire izgatott, hogy új zenei anyagot oszthatnak meg rajongóikkal. "Több, mint 6 hónapja várunk, hogy kiadjunk valamit… Hihetetlen érzés, hogy végre megoszthatjuk a világgal. Sokkal több ember kedveli a zenénket, mint azt valaha is képzeltük!"  Az együttes két hetet játszott a Battle of the Bands színpadon a Warped Tour-on. A Warped Tour-on eltöltött idő alatt a The Huffington Post egy második cikket is lehozott róluk, felkerülve egy listára “18 Előadó Kiket Hallanod Kell 2014 Közepén”.
Az együttes a Mayday Parade együttest kísérte el a The Honeymoon Tour turnéjukon, októberben és novemberben. Szeptember elején a formáció az Emarosa együttest kísérte el az Up Close and Personal turnén. A PVRIS továbbá csatlakozott az Ice Grills 2014 turnéhoz Japánban 2014. szeptember 16. és 21. között. A turnén Lyndsey és Brian az A Loss For Words, State Champs társaságában lépett színpadra, és a PVRIS akusztikus koncerteket is adott. 2014 szeptember 22-én, a PVRIS bejelentett debütáló nagylemezük, a "White Noise" megjelenését november 4-re. A következő napon a PVRIS bemutatta videóklipjét a "My House"-hoz. 2014 október 6-án a PVRIS bemutatta a "The Empty Room Sessions" verzióját a My House-nak. 2014 október 16-án bemutatták a névadó "White Noise" dalukat a debütáló nagylemezükről. 2014 november 10-én bejelentették, hogy a PVRIS előzenekarként fogja támogatni a Pierce the Veil és a Sleeping with Sirens formációkat a világ körüli turnéjuk második részében, a Mallory Knox-szal egyetemben. A turné január 23-tól, március 4-ig tartott, San Diegó-ból indulva és Oklahoma City-ben véget érve. 2015 március 25-én, bemutatták videóklipjüket a 'White Noise'-hoz.
2015 június 11-én, PVRIS megnyerte a Relentless Kerrang! Awards 2015 díját a "Best International Newcomer" kategóriában. 2015 június 22-én bemutatták feldolgozásukat a Chandelierhez a Sia-tól a Punk Goes Pop 6 lemezen. Július 2-án, bemutatták a hivatalos videóklipet a"Holy" című számukhoz. Július 21-én pedig bemutatták a hivatalos videóklipet a "Fire"-höz. A következő napon, az Alternative Press zenei díjátadóján, hazavitték a "Breakthrough Band" díjat. Augusztus 3-án, a PVRIS bejelentette, hogy a Bring Me the Horizon-t fogja elkísérni az amerikai turnéjuk során októberben. Augusztus 31-én, bejelentették, hogy elkísérik az együttest a turné európai felére is novemberben. Október 12-én bejelentették, hogy a Fall Out Boy előzenekaraként vesznek részt a WINTOUR turnén az Awolnation társaságában.

## Stílus
A debütáló kislemezüket post-hardcore stílusba sorolják. White Noise már electro-pop, pop, post-hardcore, pszichedelikus, és szintipop stílusokba sorolják.

## Diszkográfia

### Stúdióalbumok
| Cím                                        | Album részletei                                                                 | Legmagasabb toplista helyezések | Legmagasabb toplista helyezések |
| Cím                                        | Album részletei                                                                 | U.S.                            | UK                              |
| ------------------------------------------ | ------------------------------------------------------------------------------- | ------------------------------- | ------------------------------- |
| White Noise                                | - Kiadás: 2014. November 4. - Kiadó: Rise (RISE 249-2) - Formátumok: CD, DL, LP | 88                              | 199                             |
| All We Know of Heaven, All We Need of Hell | - Kiadás: 2017. Augusztus 25. - Kiadó: Rise - Formátumok: CD, CS, DL, LP        | 41                              | 4                               |
| Use Me                                     | - Kiadás: 2020. Augusztus 28. - Kiadó: Warner - Formátumok: CD, CS, DL, LP      | 155                             | 14                              |

### Kislemezek
| Cím            | Album részletei                                                                        |
| -------------- | -------------------------------------------------------------------------------------- |
| Paris          | - Kiadás: 2013. Március 26. - Kiadó: általuk kiadott. - Formátum: CD, DL               |
| Acoustic       | - Kiadás: 2014. Április 1. - Kiadó: általuk kiadott - Formátum: DL                     |
| Hallucinations | - Kiadás: 2019. Október 25. - Kiadó: Reprise/Warner Records - Formátum: CD, CS, DL, LP |

Kislemezek
- "The Heartless" (2012)
- "Waking Up" (2014)
- "St. Patrick" (2014)
- "St. Patrick (Empty Room Session)" (2014)
- What's Wrong (2017)
- Anyone Else (2017)
- Death of Me[32] (2019)
- Hallucinations (2019)

### Promocionális kislemezek
- Half (2017)
- Winter (2017)

### Közreműködés
- PVRIS (2013) – “Rain” (Love, Robot)

### Demók
- "Mind Over Matter" (2012)
- "Gemini (feat. Kyle Anthony)" (2012)
- "Follow" (2013)
- Chandelier (2014)
- Fire That Burns (Circa Waves ft. PVRIS) (2017)
- Are You Ten Years Ago (2017)

## Zenekar tagjai
Jelenlegi tagok
- Lyndsey "Lynn Gunn" Gunnulfsen – ének, ritmusgitár, billentyűk (2012–napjainkig)
- Brian MacDonald – basszusgitár, billentyűk (2012–napjainkig)

Jelenlegi turné tagok
- Denny Agosto – dobok (2020–napjainkig)[33]
- Justin Nace – dobok (2014–2020)[34]

Korábbi tagok
- Brad Griffin – dobok, vokál (2012–2013)
- Kyle Anthony – vokál, billentyűk (2012)
- Alex Babinski – gitár, billentyűk (2012–2020)[35]

Session zenészek
- Christopher Kamrada – dobok (2013) a White Noise – on

## Fordítás
- Ez a szócikk részben vagy egészben  a   PVRIS című angol Wikipédia-szócikk ezen változatának fordításán alapul.  Az eredeti cikk szerkesztőit annak laptörténete sorolja fel. Ez a jelzés csupán a megfogalmazás eredetét és a szerzői jogokat jelzi, nem szolgál a cikkben szereplő információk forrásmegjelöléseként.